# Arsi Harju
Arsi Ilari Harju (ur. 18 marca 1974 w Kurikka) – fiński lekkoatleta, kulomiot. Złoty medalista olimpijski z Sydney.

## Kariera
Harju był czołowym kulomiotem świata końca XX wieku i początku następnej dekady. W czasie kariery, przy wzroście 183 cm, ważył 115-120 kg.
Na mistrzostwach Europy juniorów w San Sebastián w 1993 zdobył brązowy medal. Startował na mistrzostwach świata w 1995 w Göteborgu, igrzyskach olimpijskich w 1996 w Atlancie oraz mistrzostwach świata w 1997 w Atenach, ale nie dostawał się do finału. Zajął 8. miejsce na halowych mistrzostwach świata w 1997 w Paryżu.
Na halowych mistrzostwach Europy w 1998 w Walencji zdobył brązowy medal. Na mistrzostwach Europy w tym samym roku w Budapeszcie zajął 9. miejsce. Był piąty na halowych mistrzostwach świata w 1999 w Maebashi. Dostał się do finału na mistrzostwach świata w 1999 w Sewilli, ale nie oddał w nim żadnego ważnego rzutu.
Na igrzyskach olimpijskich w 2000 w Sydney zwyciężył wynikiem 21,29 m. Wcześniej, w kwalifikacjach osiągnął rekord życiowy (21,39 m). W tym roku został wybrany sportowcem roku w Finlandii.
Zdobył brązowy medal na mistrzostwach świata w 2001 w Edmonton. Na mistrzostwach Europy w 2002 w Monachium zajął 4. miejsce. Był również czwarty na halowych mistrzostwach świata w 2003 w Birmingham. Był mistrzem Finlandii na stadionie w 1996, 1998 i 2000 oraz w hali w 1999.
Otrzymał tytuł ambasadora dobrej woli UNICEF.
W 2011 r., 37-letni Arsi Harju powrócił, po 6-letniej przerwie do zawodów, w amerykańskim Tucson. Rezultat uzyskany: 18,48 m.